# أتذكر أفضل حين أرسم
أتذكر أفضل حين أرسم فيلم وثائقي عالمي طويل، حول الأثر الإيجابي للفن وأنواع العلاج الإبداعية الأخرى لدى من يعانون مرض ألزهايمر، وكيف يمكن لتلك المقاربات أن تغير الطريقة التي ينظر بها المجتمع إلى هذا المرض. يتفحص الفيلم الطريقة التي تتخطى بها الفنون الإبداعية القيود التي تفرضها اضطرابات الخرف مثل الزهايمر، ويوضح كيف تتعزز تخيلات المرضى التي لا تزال نابضة بالحياة من خلال الفن العلاجي.

## نبذة
الفيلم من تأليف إريك إيلينا وبيرنا هوبنر، وترويه الممثلة أوليفيا دي هافيلاند. يصور الفيلم مقابلة مع ياسمين آغا خان، رئيسة الاتحاد الدولي لمرض الزهايمر وابنة الممثلة ريتا هايورث التي عانت من الزهايمر. تصف ياسمين كيف لجأت والدتها إلى الرسم حين كانت تصارع المرض. والفيلم مستوحى من قصة هيلدا غولدبالت غورنيستاين (هيلغوز) التي عانت من مرض الزهايمر. بدأت قدرة هيلدا على الحركة والكلام بالتحسن عند ممارستها الرسم كما تحسنت نوعية حياتها.
يتضمن هذا الوثائقي مقابلات مع أخصائيي أعصاب مشهورين، يشرحون كيف تحفز الأنشطة الإبداعية مناطق الدماغ غير المتضررة، الأمر الذي يوقظ الشعور بالشخصية والهوية واحترام الذات. من بين هؤلاء الأطباء روبرت نيل باتلر، المدير المؤسس للمعهد الوطني للشيخوخة، وسام غاندي من مركز ماونت سيناي الطبي، وجين دي. كوهين من جامعة جورج واشنطن، وروبرت غرين وبوب ستيرن من جامعة بوسطن، وآفيرتانو نورونها من جامعة شيكاغو. ويشير الفيلم إلى التقاطع الحاصل بين الفنون والعوالم الطبية والعلمية.

## الإصدار
اختير الفيلم لمهرجان فلاغر السينمائي عام 2016، ومهرجان رود آيلاند السينمائي الدولي عام 2010 ومهرجان بيل إير السينمائي لعام 2009. بث الفيلم في عامي 2014 و2015 على مستوى البلاد على محطات التلفزة العامة في الولايات المتحدة خلال شهر نوفمبر للتوعية بمرض الزهايمر. أُصدر فيلم «أتذكر أفضل حين أرسم» كجزء من مجموعة دي في دي، تضمنت بالإضافة إلى الفيلم الوثائقي، سلسلة من الأفلام الإضافية القصيرة التي تلقي الضوء بشكل أكبر على البرامج الخاصة، وتعالج كيفية تنظيم نزهة أو ورشة عمل إبداعية أو إعادة خلق روابط اجتماعية بين الأشخاص المصابين بالزهايمر وعوائلهم.

## وسائل التواصل الاجتماعي
رشح الفيلم الوثائقي على تويتر ضمن الفئة النهائية لشورتي آوردس عام 2015، وهو حدث سنوي يكرم المحتوى الأفضل على وسائل التواصل الاجتماعي. من بين المرشحين السبعة، ذهبت جائزة شورتي آورد لعام 2015 لأفضل عمل خيري لمؤسسة غيتس فاونديشين. في عام 2020 أدرج الحساب الخاص بالفيلم من بين أفضل عشرة حسابات على تويتر في حفل توزيع جوائز ويغو للناشطين في مجال الصحة.